# دبلیو. پی. کری
دبلیو. پی. کری (انگلیسی: W. P. Carey) شرکت املاک آمریکایی است، که در سال ۱۹۷۳ توسط ویلیام کری تأسیس شد.